# Copelata
Copelata è un ordine di Tunicati, unico ordine della classe Appendicularia.

## Descrizione
Comprende  animali di appena qualche millimetro costituiti da un capo ovoidale, contenente gli organi, e una lunga coda, contenente la notocorda e il tubo neurale, disposta perpendicolarmente rispetto al capo. Poiché la loro morfologia è molto simile a quella delle larve giriniformi degli Ascidiacei, anch'essi Tunicati, si ritiene che si siano originati per neotenia: la larva degli Ascidiacei avrebbe raggiunto la maturità sessuale senza compiere la metamorfosi nella forma adulta. Due importanti conseguenze sono il fatto che le Appendicolarie non presentano la tunica, dal momento che questa viene secreta dagli Ascidiacei solo allo stadio adulto, e che mantengono la coda durante tutta la loro vita, a differenza degli altri Tunicati che la perdono durante la metamorfosi.
Possiedono un faringe branchiale con funzione alimentare e respiratoria.

## Biologia
Sono animali filtratori: costruiscono attorno a sé una palla di muco, chiamata casa o nicchio, e tramite i movimenti della coda provocano una corrente d'acqua che entra attraverso filtri di ingresso portando con sé particelle alimentari. Collegato alla bocca c'è un altro filtro a maglie più piccole, detto di nutrizione, che seleziona le particelle della dimensione giusta per l'alimentazione. Quando i filtri si intasano, l'animale fuoriesce e si costruisce un nuovo nicchio.

## Tassonomia
L'ordine comprende le seguenti famiglie:
- Fritillaridae Lohmann, 1915
- Kowalevskiidae Lahille, 1888
- Oikopleuridae Lohmann, 1915